# Der Abtrünnige (1927)
Der Abtrünnige ist ein im jüdischen Lebensumfeld spielendes, österreichisches Filmdrama aus dem Jahre 1927 mit dem Theaterschauspieler Jakob Feldhammer in der Hauptrolle, zugleich seine letzte Filmrolle überhaupt. 

## Handlung
Der jüdische Tempeldiener Simon legt all seine Hoffnung in seinen noch jungen Sohn Benjamin, von dem er erhofft, dass dieser eines Tages Rabbi wird. Doch Ben hat andere Pläne: Ehe er in ein ungewolltes Leben gedrängt werden kann, wandert er lieber nach Amerika aus und bleibt für seine Verwandten wie vom Erdboden verschluckt. Viele Jahre sind seitdem vergangen, und aus Simon ist ein bitterer, alter Mann geworden, der schwer an Krebs erkrankt ist. All seine Hoffnung legt der Tempeldiener auf den renommierten Krebsspezialisten Prof. Dr. Behringer, der in der nächsten Stadt praktiziert. Als Simon auf dem Operationstisch liegt, erkennt er in eben jenem Arzt seinen verschollenen Sohn Benjamin wieder. Doch der hat mit seiner jüdischen Identität komplett gebrochen: Dr. Behringer hat sich sogar taufen lassen! Der Alte ist entsetzt und bricht daraufhin mit seinem Sohn. Ja, er will sich sogar von diesem nicht einmal mehr operieren lassen, sondern stattdessen lieber sterben!
Dies kann und will Benjamin Behringer nicht zulassen, und so verspricht er dem verbohrten Alten, zum jüdischen Glauben zurückzukehren. Die Operation kann beginnen, und Simon wird gerettet. Benjamins Glaubensentscheidung hat fatale Folgen. Prof. Behringer, einst in von der „besseren“ Gesellschaft als einer der Ihren anerkannt und geschätzt, wird nunmehr von der Haute volee geschnitten und geächtet, selbst Behringers Studenten machen einen Bogen um ihren Hochschullehrer. Als ihn eines Tages Kurt, der Bruder von Behringers christlicher Braut Kamilla, zu einem Duell herausfordert, eskaliert die Situation. Kurt stirbt, und Benjamin wird schwer verletzt. Zutiefst geschockt, fleht Simon seinen Gott an, während Kamilla vor einem Christusbild kniend um das Leben ihres Liebsten fleht. Tatsächlich wird der nun bereits zweimal vom Glauben „Abtrünnige“ genesen. Für den Alten war aber all die Aufregung der letzten Zeit zu viel: Simon bricht zu Füßen seines Sohnes tot zusammen. Behringer und seine Kamilla aber sehen einer glücklichen jüdisch-christlichen Verbindung entgegen.

## Produktionsnotizen
Gedreht wohl kurz vor der Jahreswende 1926/27, wurde der Sechsakter nach der ersten Interessentenvorführung am 17. Februar 1927 im darauffolgenden Monat in den Wiener Kinos gestartet. Der Film erhielt als Zweittitel Tradition und Liebe.
Robert Reich übernahm die Produktionsleitung.

## Kritik
Das Kino-Journal nannte das Drama ein “Filmspiel, das in seinen ergreifenden Momenten tief ans Herz rührt.”